# Joe Moody
Pour les articles homonymes, voir Moody.

a Compétitions nationales et continentales officielles uniquement.

b Matchs officiels uniquement.
Dernière mise à jour le 9 octobre 2021.
Joe Moody, né 18 septembre 1988 à Christchurch (Nouvelle-Zélande), est un international néo-zélandais de rugby à XV. Avec les All Blacks, il remporte un titre de champion du monde lors de la Coupe du monde 2015. Pilier, il évolue avec la franchise de Super Rugby des Crusaders et remporte ce championnat en 2017, 2018 et 2019.

## Biographie

### Jeunesse et formation
Joe Moody est né à Christchurch, issu d'une famille de descendance Māori. Il grandit dans une ferme dans la petite ville de Tuahiwi, dans la campagne de Canterbury. Lors de son enfance, il commence la pratique de la lutte libre, tout en jouant parallèlement au rugby à XIII. Il décide rapidement de faire de la lutte son sport principal.
Pendant sa scolarité au Christ's College de Christchurch, il abandonne le rugby à XIII pour le rugby à XV,. Il joue alors avec l'équipe de l'établissement dans le championnat national lycéen, et évolue alors au poste de troisième ligne centre.
Il continue cependant de pratiquer en premier lieu la lutte avec le club de Rangiora, et participe rapidement à des compétitions nationales. Il remporte son premier titre national à l'âge de seize ans, et en remporte par la suite quelques autres dans les catégories jeunes. Il fait ainsi partie de la sélection néo-zélandaise qui participe en 2006 au championnat du Commonwealth, et qui remporte la médaille de bronze,. Il participe également aux championnats du monde junior l'année suivante.
Après avoir terminé le lycée, il rejoint l'université de Lincoln (en) afin d'obtenir un diplôme en agriculture. Peu studieux lors de sa première année universitaire, il obtient finalement son diplôme en deux ans et demi.
En parallèle de ses études, il décide de mettre de côté définitivement la lutte à l'âge de 21 ans, puisque la poursuite d'une carrière dans se sport aurait dû passer par un départ de Nouvelle-Zélande,. Il effectue alors son retour vers le rugby à XV, et son talent lui permet rapidement d'entrer à l'académie (centre de formation) de la province de Canterbury. Il doit toutefois effectuer une transition du poste de troisième ligne vers celui de pilier pour espérer poursuivre une carrière à haut niveau,.

### Carrière en club
Joe Moody commence sa carrière professionnelle en 2011, lorsqu'il est retenu avec l'effectif senior de Canterbury pour disputer la saison de National Provincial Championship (NPC). Il joue son premier match officiel le 17 juillet 2011 contre Auckland. Il joue six matchs lors de sa première saison, alors que son équipe remporte le championnat. Peu après, il est retenu dans le groupe élargi de la franchise des Crusaders en 2012, et joue deux matchs avec l'équipe Development (espoir) de la franchise,.
Après une nouvelle saison couronnée de succès avec Canterbury, il obtient un contrat avec les Crusaders pour la saison 2013 de Super Rugby,. Il joue son premier match de Super Rugby le 1er mars 2013 contre les Blues. Il dispute quinze rencontres lors de sa saison, mais pour seulement deux titularisation, à cause de la concurrence de Wyatt Crockett à son poste,.
Lors de la saison 2013 de NPC, il joue sept matchs avant qu'une grave blessure à la jambe mette un terme à sa saison, et l'éloigne des terrains pendant six mois.
Il fait son retour à la compétition avec les Crusaders à la fin de la saison 2014 de Super Rugby,. Il joue cinq matchs lors du restant de la saison, et se trouve sur le banc des remplaçants pour la finale de la compétition, que son équipe perd face aux Waratahs,. La même année, il affronte l'équipe d'Angleterre avec les Crusaders, à l'occasion de leur tournée en Nouvelle-Zélande.
Il s'impose comme le titulaire au poste de pilier gauche chez les Crusaders qu'à partir la saison 2016. Ainsi, il est titulaire lors des finales 2017, 2018 et 2019, que son équipe remporte à chaque fois. Il participe aussi à l'obtention des titres de Super Rugby Aotearoa en 2020 et 2021,. Il joue son centième match avec la franchise en avril 2021.
En 2020, il prend part à la rencontre entre le Nord et le Sud (en), avec l'équipe de l'île du Sud,.

### Carrière en sélection
Joe Moody est sélectionné pour la première fois avec les All Blacks en août 2013, afin de disputer le Rugby Championship. Il doit alors compenser la blessure de son coéquipier aux Crusaders Wyatt Crockett, qui manque le début de la compétition,. Il ne dispute aucun match lors de la compétition, mais il est à nouveau sélectionné quelques mois plus tard pour disputer la tournée au Japon et en Europe. Il ne peut cependant pas participer à cette tournée, puisqu'il se casse la jambe avec Canterbury une semaine plus tard.
Remis de sa blessure, il est rappelé en sélection en août 2014, en remplacement de Tony Woodcock blessé,. Il connaît sa première sélection le 16 août 2014 contre l'Australie à Sydney, comptant pour le Rugby Championship. Considéré comme un joueur prometteur à son poste, il joue un total de huit test-matchs lors de l'année 2014,.
En 2015, il joue deux rencontres avec les Māori All Blacks contre les Fidji et les Barbarians néo-zélandais,.
Également en 2015, il fait partie du groupe de 41 joueurs néo-zélandais retenus par Steve Hansen pour préparer la Coupe du monde en Angleterre. Il est toutefois écarté du groupe définitif de 31 joueurs en août 2015. Cependant, il participe tout de même à la compétition mondiale, puisqu'il est appelé en cours de compétition pour remplacer Tony Woodcock blessé à l'issue de la phase de poule. À peine arrivé en Angleterre, il est remplaçant lors du quart de finale que son équipe remporte largement face à la France. Il profite ensuite de la blessure de Crockett pour être titularisé lors de la demi finale contre l'Afrique du Sud, puis la finale face à l'Australie,. Il se voit ainsi sacré champion du monde, après la victoire de son pays 34 à 17.

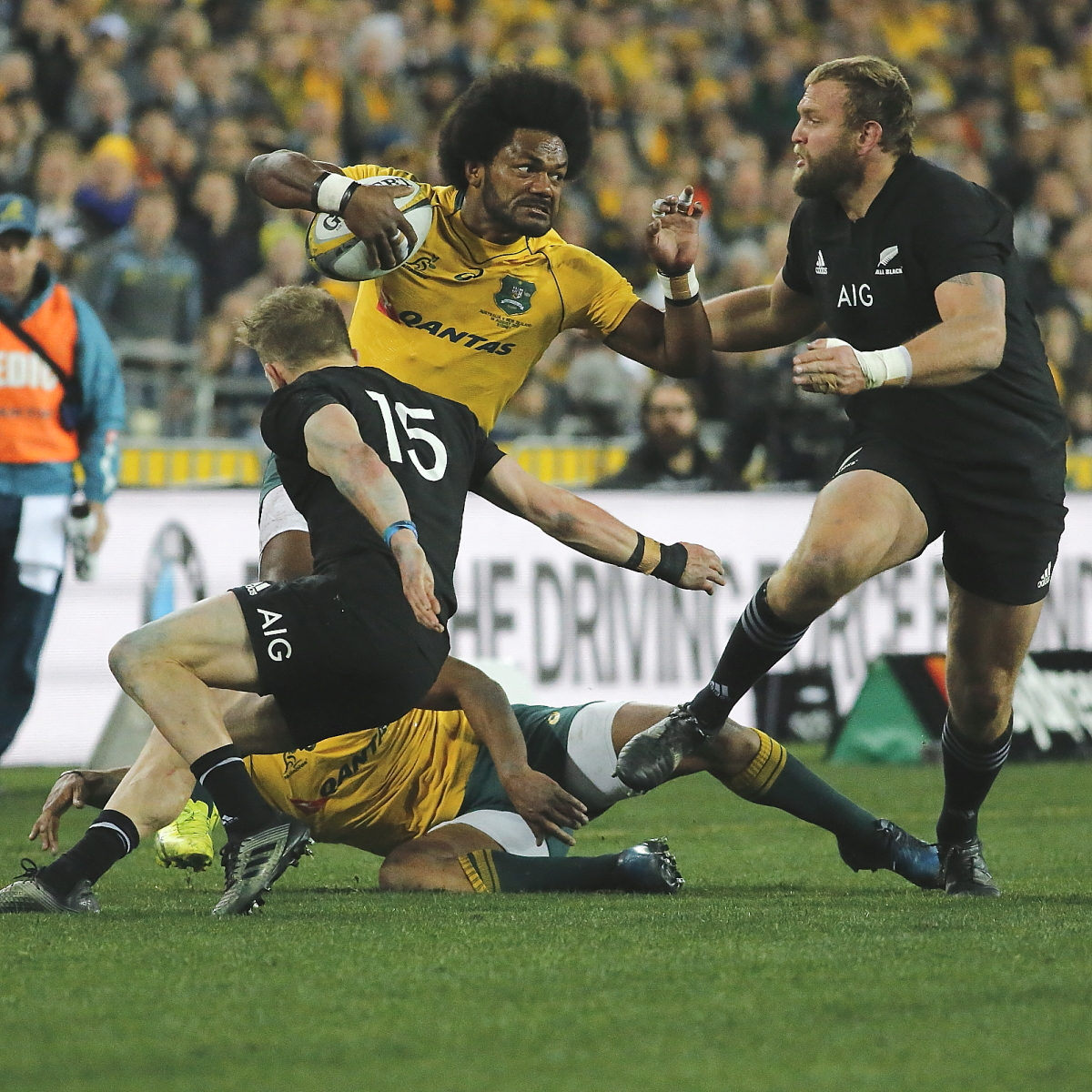
Joe Moody (à gauche) au placage face à Henry Speight et les Wallabies en 2017.

Après la Coupe du monde, il profite de la retraite de Woodcock, et le retrait progressif de Crockett pour s'imposer comme le titulaire au poste de pilier gauche, et comme l'un des meilleurs joueur du monde à son poste,,. Il voit cependant sa carrière émaillée par de nombreuses blessures, qui l'écarte des terrains pour des durées variables,,.
En 2016, il est sélectionné en équipe nationale pour le Rugby Championship, que son pays remporte en gagnant toutes ses confrontations,. De plus, la Nouvelle-Zélande égalise le record de matchs remportés d'affilée toutes compétitions confondues avec dix-sept succès lors de la dernière journée où elle bat largement l'Afrique du Sud 57 à 15, chez elle à Durban.
En août 2019, il est retenu dans le groupe de 31 joueurs sélectionné pour disputer la Coupe du monde au Japon,. Il dispute deux matchs lors de la phase de poule, contre l'Afrique du Sud et la Namibie. Il est ensuite titularisé lors du quart de finale contre l'Irlande, lors de la demi-finale perdue face à l'Angleterre, puis lors du match pour la troisième place contre le pays de Galles,.
En 2020, au début du mandat du nouveau sélectionneur Ian Foster, il continue d'être sélectionné malgré le fait qu'il ait passé la trentaine, et qu'il continue d'être touché par les blessures,.

## Palmarès

### En club et province
- Vainqueur du Super Rugby en 2017, 2018 et 2019 avec les Crusaders.
- Vainqueur du Super Rugby Aotearoa en 2020 et 2021 avec les Crusaders.
- Vainqueur du NPC en 2011, 2012, 2013 et 2015 avec Canterbury.

### En équipe nationale
- Champion du monde en 2015 avec les All Blacks
- Vainqueur du Rugby Championship en 2014, 2016, 2017, 2018, 2020 et 2021.

## Statistiques en équipe nationale
Au 9 octobre 2021, Joe Moody compte cinquante-sept capes avec les All Blacks, dont quarante-six en tant que titulaire. Il fait ses débuts avec les All Blacks le 16 août 2014 à Sydney face à l'Australie.
Sur ces rencontres, vingt-trois sont disputées dans le cadre du Rugby Championship, où il participe aux éditions 2014, 2016, 2017, 2018, 2019, 2020 et 2021.
Il participe à deux édition de la Coupe du monde, en 2015 et en 2019. Il participe à huit rencontres, inscrivant deux essais.